# Gyurgyevó
Gyurgyevó (románul Giurgiu; bolgárul Гюргево (Gyurgevo); törökül Yerkoekoe jelenleg Yergöğü, régies magyar neve Fekete Gyergyó vagy Szent-György) város Havasalföldön, Romániában, Giurgiu megye székhelye, a valamikori Vlașca tájegységben Munténia déli részén. Lakossága 54 551 fő (2021. dec. 1.). A 20. században rendkívül gyorsan fejlődött, 1900-ban lakossága még csak 14 ezer volt.
Azonos neve van a bácskai Sajkásgyörgye községnek.

## Fekvése
Mocsaras-vizes síkságok közt helyezkedik el a Duna bal partján. A várossal szemben három kis sziget van a folyón, egy nagyobb pedig Gyurgyevó kikötőjét (Smarda) védi. A kikötőt észak búzaföldjein keresztül haladó vasútvonal köti össze Bukaresttel. Ez volt (az Erdély nélküli) Románia első vasútvonala, amelyet 1869-ben építettek és később bővítettek Smardáig.
Gyurgyevót és a Duna szemközti, bulgáriai oldalán elhelyezkedő Rusze várost a Barátság híd köti össze.

## Története

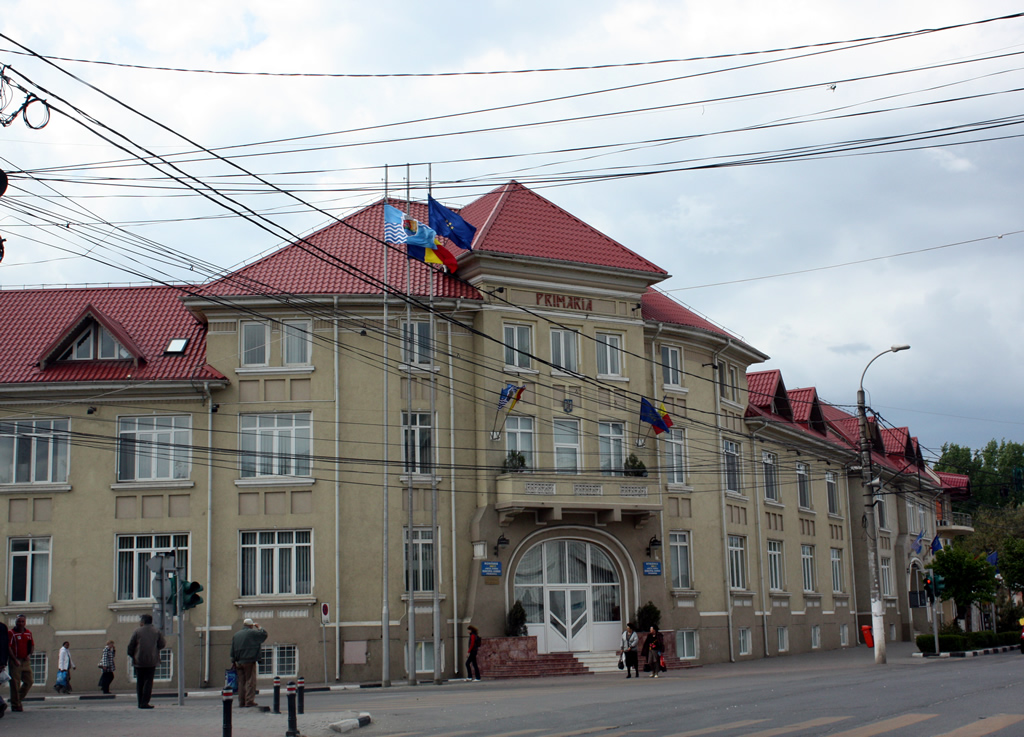
Városháza

Román források szerint a vidék már a dákok idejében sűrűn lakott volt és a közelben helyezkedhetett el Burebista királyuk fővárosa (Popeștiben). I. Justinianus kelet-római császár itt építtette fel Theodorapolis városát.
A mai Gyurgyevót valószínűleg genovai kereskedők alapították kikötőként a 14. században. A genovaiak bankot és selyem-, illetve bársonykereskedő állomást hoztak itt létre és Genova védőszentjéről, Szent Györgyről nevezték el a várost San Giorgiónak. Ebből származik a város román (és magyar) neve. Először a Codex Latinus Parisinus említi 1395-ben, Öreg Mircse uralkodása idején. 1420-ban a város már az Oszmán Birodalomé volt.
Mint erőd, Gyurgyevó gyakran játszott szerepet a régió háborúiban, mint például Vitéz Mihály vajda (1593-1601) törökellenes harcaiban, vagy az orosz–török háborúban. 1595-ben a Bocskai István vezette erdélyi és havasalföldi csapatok jelentős győzelmet arattak Gyurgyevónál a török sereg felett. Az erőd 1659-ben leégett, 1829-ben végül falait is lerombolták. Az egyedüli védmű a Slobozia-sziget kastélya maradt, amelyet híd kötött össze a szárazfölddel.
Gyurgyevó a hadtörténeti ábrázolásokon elsősorban az átkelőhelye miatt maradt fenn. 1596-ban Theodore de Bry a Pannoniae Historia Chronologica c. munkájában Szinán basa csapatai számára Gyurgyevonál vert híd építését mutatta be metszeten.

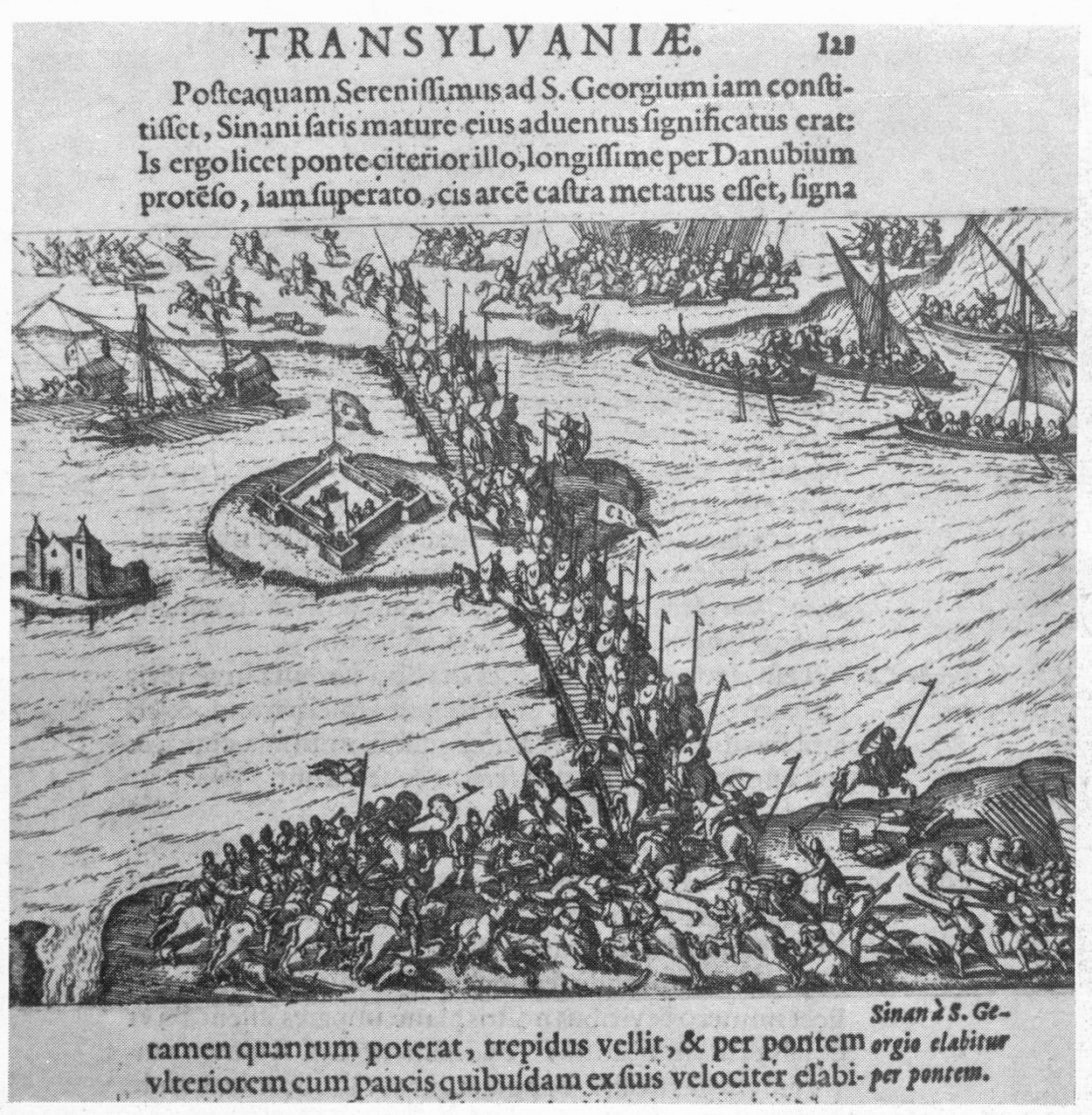
Szinán nagyvezír átkel a Dunán Gyurgyevónál, 1595. október